# Forficula silana
Forficula silana ist eine kaum erforschte Art der zu den Insekten gehörenden Ohrwürmer und lebt endemisch in den italienischen Apenninen.

## Merkmale
Die Körperlänge beträgt in beiden Geschlechtern inklusive Zange 14–18 mm. Kopf und Abdominaltergite sind dunkel rötlichbraun, die Antennen, das Pronotum und die Elytren hellbraun. Die Beine sind gelblich und die Zange gelblichrot, mit dunkleren Innenrändern. Die Cuticula von Kopf, Pronotum und Elytren ist glatt und kahl, die Abdominaltergite sind schwach punktiert und glänzend. Der Kopf ist relativ groß und massig, die postfrontalen und coronalen Nähte vorhanden. Der Hinterrand ist in der Mitte konkav. Die Augen sind klein und kürzer als die Länge des Kopfes hinter den Augen. Das erste Antennenglied ist klein, schmal und kürzer als die Distant zwischen den Antennenbasen. Das Pronotum ist quer, nach hinten hin leicht erweitert und mit geraden Seitenrändern. Die Hinterecken sind breit gerundet und der Hinterrand konvex. Die mittlere Längsfurche ist deutlich. Die Elytren sind kurz, aber etwas länger als das Pronotum. Ihr Hinterrand ist meist im Forficula-Typ abgerundet, manchmal jedoch quer abgestutzt im Guanchia-Typ. Hinterflügel fehlen. Das Abdomen ist breit, abgeflacht und die lateralen Drüsenfalten an Tergit 3 und 4 sind deutlich. Das letzte Tergit ist quer und in der Mitte nahe dem Hinterrand eingedrückt. Das Pygidium ist sehr klein oder nicht sichtbar. Die männliche Zange ist vergleichsweise kurz, die Zweige basal abgeflacht und die Zangenbasis erinnert an ein kurzes Rechteck. Die Innenseiten sind unregelmäßig gekerbt. Die männlichen Genitalien sind lang, die zentrale paramerale Platte ist apikal stark erweitert, die Virga innerhalb der Genitalloben ist kurz und vom Forficula-Typ. Die externen Paramere sind voll entwickelt, gerade und simpel. Die Zange der Weibchen ist gerade, apikal gleichmäßig gekurvt und die Zweige sind etwas erweitert, basal und medial abgeflacht und apikal zylindrisch.

## Ähnliche Arten
Die männliche Zange ähnelt denen von Forficula decipiens, Forficula lurida oder  kurzbasigen Exemplaren von Forficula auricularia. Wie auch Forficula decipiens, Apterygida albipennis, Guanchia pubescens, Forficula iberica, Forficula lesnei oder Forficula aetolica besitzt die Art zwar vollentwickelte Elytren, aber keine Hinterflügel. Von F. lesnei unterscheidet sich die Art durch die kurze Zangenbasis. Von der sehr ähnlichen F. decipiens unterscheidet sich die Art durch das sehr kurze Pygidium. Dieses Unterscheidungsmerkmal trifft ebenfalls auf F. aetolica zu. A. albipennis und G. pubescens sind kleiner, heller, stärker behaart und die Männchen haben unterschiedliche Zangen. F. auricularia besitzt immer voll entwickelte Hinterflügel. Im gleichen Verbreitungsgebiet lebt noch die endemische Art Forficula apennina.
Die Art entspricht in ihren Körperproportionen und der Färbung Forficula iberica und Forficula apennina, anderen Gebirgsendemiten. F. silana ist aber robuster als F. iberica und die männliche Zange ist unterschiedlich geformt. Die Zweige sind weniger verlängert als in der sowohl kurzzangigen als auch langzangigen Version von F. iberica. Der Innenrand hat basal unregelmäßige breite Zähnchen, die auf das erste Fünftel der Zangen limitiert sind, was eine weite Lücke vor dem Endzahn lässt. Der große Endzahn befindet sich im zweiten Viertel der Zangen und ist posterior in die gleiche Richtung gerichtet wie die Zangen selbst. Diese Beschreibung widerspricht in Teilen der Zeichnung in Steinmann (1993).

## Verbreitung
Das Verbreitungsgebiet liegt in Italien. Die Art lebt endemisch in den Apenninen. Bekannte Vorkommen liegen in den Regionen Abruzzen, Molise, Latium, Basilikata, Kalabrien und Sizilien. Da die Apenninen sich jedoch außerhalb Siziliens befinden, widerspricht diese Angabe dem erwähnten endemischen Apenninenvorkommen nach Fattorini (2023). Ein bekannter Fundort ist Civitella Alfedena. Auf Sizilien lebt die Art in den Monti Nebrodi, vor allem am Monte Soro.

## Taxonomie
Die Art wurde 1881 von Achille Costa als Forficula silana erstbeschrieben. Ein Synonym der Art lautet Forficula targionii Brunner von Wattenwyl, 1882. Die Typuslokalität befindet sich in Italien, ohne genauere Angabe, das Typusexemplar befindet sich im Zoologischen Museum von Neapel.